# Choucador à ventre roux
Lamprotornis pulcher
Espèce
Synonymes
- Turdus pulcher (protonyme)

Statut de conservation UICN

 LC  : Préoccupation mineure
Le Choucador à ventre roux (Lamprotornis pulcher) est une espèce d'oiseaux de la famille des Sturnidae.

## Répartition
Son aire s'étend à travers le Sahel.